# Ricardo Gaitán Obeso
Ricardo Gaitán Obeso (Bogotá, 27 de mayo de 1851-Panamá, 13 de abril de 1886) fue un militar colombiano.
Fue miembro del Partido Liberal que combatió en las guerras civiles de 1876 y 1885. Alcanzó el grado de general en 1878 gracias a su participación en la batalla de La Garrapata.
Gaitán Obeso fue acusado de ser uno de los cabecillas que pretendían asesinar al entonces presidente Rafael Núñez, pero no pudieron comprobar nada. Era socio de guerrillas liberales de Jorge Isaacs, en 1885 tomó a Barranquilla y amenazó a Cartagena de Indias. Apresado, Gaitán Obeso fue llevado a una prisión en Panamá, donde murió días antes de que Núñez proclamara la Constitución de 1886.

## Biografía
Ricardo Gaitán Obeso nació en el seno de una familia de tradición militar, la mayoría de sus antepasados hicieron parte de las fuerzas armadas. Su abuelo Luis Antonio Gaitán y Aldana fue sargento en la época colonial y subteniente del Batallón Rifles en la era Republicana, y su padre Alejandro Gaitán llegó a ser general de la Guardia Colombiana. Su abuela María del Carmen Rodríguez fue activista política al mismo tiempo que Pablo Morillo volvía con la intención de pacificar y retomar los antiguos dominios reales españoles, esto habría de costarle el destierro a Tocaima. Igualmente, la familia de Gaitán Obeso se relacionó con importantes políticos del partido liberal, puesto que su tía Zoila Gaitán Rodríguez se casó con Ezequiel Rojas, fundador de este partido.

## Trayectoria militar
Sobre su vida militar –y siguiendo al historiador Malcolm Deas- se cree que asistió a la Escuela de guerra fundada por el general Tomas Cipriano de Mosquera en el Cauca, esto explicaría sus conexiones con otros liberales de alto mando a nivel nacional. Su formación militar no tiene un profundo carácter de rigurosidad pues en su juicio aceptó dedicarse a la agricultura en la región del Tequendama de donde fue prefecto, además declaró ser soltero y poseedor de una pequeña parcela de tierra en la zona de Piedras. A pesar de ello en su juicio se le describió como un hombre hábil para la guerra, un gran estratega capaz de obtener la victoria en cualquier circunstancia. Aunque esta descripción posiblemente responde a la necesidad de exaltarle, pues su juicio resonó a lo largo del país.

### Guerra civil de 1876-1877
Gaitan Obeso se hizo conocido desde 1876 cuando estalló una de las muchas guerras civiles del siglo XIX, su actuación destacó sobre muchos otros militares y gracias esto se le envió una carta al congreso para que fuese ascendido al rango de general. En 1880 su nombre volvió a resonar cuando se levantó contra el Gobierno e incursionó en el departamento de Antioquia, en esta campaña conoció al escritor Jorge Isaacs quien lo describiría de manera elogiosa:

"Vimos por primera vez ese día al señor general Ricardo Gaitán Obeso y después de oírle y escucharnos él, y de admirar el acierto y entereza con que juzgaba la situación, le estimamos en cuanto vale –y mucho- para la causa liberal. Denodado, inflexible, perspicaz, culto y apuesto, bien estuvo y estará siempre en sus manos la bandera de los lidiadores de la República"
Jorge Isaacs. 1875

El reconocimiento de esta campaña radicó en su incursión geográfica, es decir que más allá de la cantidad de muertos o heridos en las batallas existió una razón local. En otras palabras, la incursión en el departamento de Antioquia significó la principal causa en la notabilidad de esta guerra, pues desde la era Republicana se había formado como un bastión católico asociado al Partido Conservador. Igualmente, fue la causa de la caída de la revuelta. Principalmente porque los conservadores lograron reagruparse y deponer a Gaitán Obeso y a Isaacs mediante la ayuda del gobierno.

### Guerra civil de 1884-1885
Antecedentes del conflicto

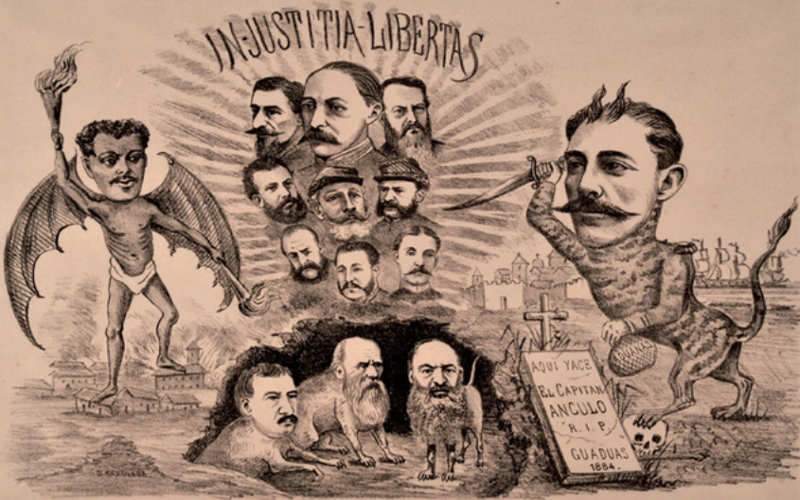
In Justitia Libertas por Alberto Urdaneta.

El conflicto que se vivió en estos años se empezó a gestar en el departamento de Santander, pues la complicada situación fiscal del país –y en especial de esa región- hacía propicias las condiciones para un levantamiento popular. Este departamento se caracterizaba por la exportación del café y de la quina, sin embargo desde 1882 el gobierno del general Solón Wilches –presidente departamental- experimentó un abandono por parte de los colombianos en materia de estos asuntos. Es decir que los habitantes de este departamento dejaron de extraer café y quina porque llegaron al país entidades extranjeras provenientes de Estados Unidos e Inglaterra quienes desplazaron la producción nacional.
Para hacer frente a este problema económico el general Wilches decretó que por cada bulto de harina se debían pagar 10 pesos, con el fin de estabilizar las finanzas del Departamento. Esta medida hizo que de inmediato se sintieran las voces de protestas, pues el decreto se interpretó como un beneplácito hacia la explotación extranjera. Igualmente el periódico La Época publicó dos editoriales donde se le criticaba fuertemente a Wilches por su inacción frente a los problemas de los trabajadores de quina, lo que evidenciaba el descontento general de los habitantes con las condiciones económicas de la región. Sin embargo, ese año, a pesar de los leves y esporádicos brotes de violencia el Gobierno Federal pudo intervenir satisfactoriamente en Santander y así evitar un recrudecimiento de la violencia.

#### Triunfos en Honda y Barranquilla
El 4 de octubre de 1884 Gaitán Obeso decidió atacar la población de Guaduas con el fin de herir la administración del General Aldana quien era el presidente encargado de Cundinamarca, su gobierno estuvo atravesado por constantes escándalos burocráticos lo que le valió la desconfianza de liberales –incluidos los radicales- y conservadores. El presidente Rafael Núñez no intervino directamente en la contienda porque pudo haber significado apoyar al general Aldana de quien esperaba una renuncia voluntaria, sin embargo las tropas del Gobierno Federal negociaron con Gaitán Obeso para concluir que con sus hombres debería dispersarse y responder únicamente por los delitos comunes.
El 23 de octubre de ese mismo año, el ministro británico lo denunció por conspirar en contra del Gobierno, a ello el general Capella Toledo lo entrevista con el presidente Núñez para que Gaitán se comprometa a dejar de lado la actividad bélica. A pesar de decidirse y acordar que el general Gaitán Obeso depondría las armas dando su palabra al gobierno, en la población de Subachoque empezó con una jornada de reclutamiento masivo la cual le resultó fructífera. Posteriormente en La Vega realizó otra y de allí bajó hacia el puerto de Honda con una cantidad considerable de hombres, al atacar la población el general Gaitán logró hacerse con un gran botín pues con el solo saqueo de los correos de Honda consiguió 70.000 pesos; esto sin contar las cabezas de ganado que también hurtó y la mercancía de los barcos de vapor saqueados que iban y venían al puerto.
Así como aumentaron las arcas de su movimiento, los hombres lo hicieron en la misma proporción. Tal vez la principal razón por la que se le unieron más partidarios haya sido el hecho que al general Gaitán Obeso se le veía y consideraba como un hombre generoso.
Después de salir victorioso de Honda, Gaitán Obeso decidió marchar sobre Barranquilla, allí fue recibido como un héroe pues se organizaron procesiones a su nombre y se le dieron obsequios. La actividad militar de Gaitán Obeso se caracterizó por ser rápida, después de haberse tomado Honda y Barranquilla el Gobierno de Núñez apenas podía creer que una nueva guerra civil se estaba viviendo.
La situación era crítica y el presidente decidió reclutar y entrenar jóvenes con la promesa de un trabajo estable, afirmando que ser soldado iba a ser una actividad remunerada y garante de estabilidad. Además de ello Núñez también solicitó la participación de veteranos que aun fuesen leales al liberalismo independiente, no al radical del cual hacía parte Gaitán Obeso.
Hasta este momento la guerra había estado a favor de los rebeldes, pero cuando el general decide volver al centro del país para reclutar más gente la guerra da un vuelco. Tan pronto vuelve a Barranquilla, es notificado de que Honda ha sido ganada por las fuerzas gubernamentales y que los estados del Cauca y Antioquia han corrido la misma suerte.
Hay que agregar que Gaitán Obeso ya no era más el líder absoluto de los rebeldes pues otros generales y comandantes provenientes de varias zonas del país –y con mayor rango- tenían el control del ejército, lo cual resultó fatal pues no se hicieron esperar las escaramuzas y reyertas internas. Además ninguno de los generales y coroneles contaba con la astucia necesaria para tomarse Cartagena de Indias , ya que venían de ser derrotados por las fuerzas del Gobierno en los departamentos de Cauca y Antioquia.
Uno de los enfrentamientos más nombrados dentro de los rebeldes fue el de Gaitán con el general Rangel, se dice que este duelo fue causado por una mujer llamada Margarita quien se fugó unas semanas con Gaitán estando comprometida sentimentalmente con Rangel.

#### Marcha sobre Cartagena
El 11 de febrero de 1885 decidieron marchar sobre Cartagena. Existen dos versiones encontradas sobre cuál fue la causa verdadera en la resistencia de los cartageneros y el fracaso en la avanzada sobre esta ciudad:
Intervención de los Estados Unidos
Ricardo Isaza afirma que la intervención de los Estados Unidos fue la causante de la caída de los rebeldes, esta tesis se sostiene cuando este miembro de la Academia colombiana de Historia asegura que al ser incendiado Colón en Panamá por parte de Prestán –un liberal radical de rango medio- los estadounidenses emprendieron su búsqueda y captura. Prestán estaba relacionado con el movimiento de Gaitán Obeso y aun hoy se duda de sí incendio Colón, lo que si es verdadero es la negociación entre Gaitán Obeso y el almirante norteamericano James Edward Jouett.
Se desconoce si hubo una intervención estadounidense. La otra versión incita a pensar que el fracaso del sitio de Cartagena se dio gracias a la inestabilidad de los Rebeldes y la lentitud de Gaitán Obeso en tomar una decisión, el surgimiento de varios mandos y las disputas entre ellos provocaron una fuerte división interna agregándose la indisciplina de muchos de los combatientes. Además, cuando Gaitán Obeso estuvo en Barranquilla –antes de partir al centro por refuerzos- se le describió como un hombre licencioso que no paraba de disfrutar de las mujeres. De allí la lentitud en tomar una decisión que hubiese podido cambiar el curso de la guerra.
Tradición militar de Cartagena
Según José María Samper la población cartagenera estaba condicionada ecológica y naturalmente para triunfar. Las razones son que a diferencia de Barranquilla, Cartagena tenía una tradición militar y guerrerista que estaba implícita en el actuar de sus habitantes, mientras que en Barranquilla se dedicaban a las actividades comerciales y por ende el sentido militar no estaba desarrollado y estaban condenados a perder. A pesar de pertenecer al mismo partido del general Gaitán Obeso, Samper estuvo en desacuerdo con la beligerancia y gestación de esta rebelión. Su libro El sitio de Cartagena de 1885 fue otra forma de defender su postura antiinsurreccional. Aunque no tuvo gran acogida en esos momentos y se publicó tiempo después, el texto mostró profundos desacuerdos con Gaitán Obeso y el liberalismo radical.

## Juicio, prisión y muerte
Después del fallido sitio a Cartagena, el general Gaitán Obeso y Julio Navarrete –militar subordinado al general- intentaron escapar a Venezuela pero fueron capturados en Carare en septiembre de 1885, y por orden del presidente Núñez se les realizó un consejo verbal de guerra el 4 de octubre siguiente. Más allá de un acto de justicia este juicio se constituyó como un símbolo porque representaba el fin de la rebelión y la caída de la Constitución de 1863, igualmente el fiscal del caso –Alberto Urdaneta- había sido señalado como un posible guerrillero conservador de la guerra de 1876 de la cual Gaitán también participó y por tanto antiguo adversario de este. A Gaitán Obeso se le acusó de perseguir conservadores en la región del Tolima y de Cundinamarca después de la guerra de 1876-1877, también de su sangrienta campaña en el Magdalena y la toma a Guaduas. Aunque se le juzgó principalmente por el delito de traición.
El general pidió la pena de muerte pero no se le otorgó, ya que de habérsele aplicado el presidente Núñez habría sido tildado de tirano. La principal razón es que tenía planeado sustituir la antigua constitución por una nueva, lo que le causó un gran número de contrincantes políticos que estaban al acecho para juzgarle por cualquier acto inconstitucional. En vez de ser ejecutado se le mandó a una prisión en Cartagena, posiblemente a la del castillo de Bocachica, y allí pasó menos de un año cuando fue trasladado a Panamá. Se cree que en el camino contrajo la fiebre amarilla, aunque la versión de Ricardo Llano propone un envenenamiento con digitalina orquestado por jesuitas panameños.
Inés Aminta Consuegra quien fue una liberal radical de Sabanalarga visitó al general en su prisión, de hecho a raíz de estos encuentros nace el libro Meditaciones en la prisión del general Ricardo Gaitán Obeso. En el texto abundan los elogios a favor del general, se le exalta su valor y entrega al partido Liberal además de su bravura en el combate. Como es evidente el texto es meramente político porque ella también sufrió agresiones por parte de Núñez, pues debió exiliarse en Nueva York a causa de sus constantes críticas al gobierno. Del mismo modo, el libro refleja la importancia de Gaitán Obeso dentro del liberalismo radical ya que en años posteriores se le catalogará como mártir de la patria.
Su juicio sigue tres temas: el primero aborda los intereses económicos ya que los testigos declaran como Gaitán Obeso y sus soldados saquearon el puerto de Honda, incluso algunos señalan esta misma conducta en los sucesos de la guerra de 1876-1877. El segundo es de carácter social pues los citados a dar testimonio narran las crueldades y vejámenes a los que fueron sometidos los prisioneros de guerra. Finalmente el tercer tema que sigue el juicio del general Gaitán es de carácter político, porque a pesar de las acciones anteriores a él se le juzgó y condenó por el delito de traición.

## Controversias
A Gaitán Obeso también se le asoció con el mundo criminal, pues en su juicio se le acusó de pertenecer a una sociedad secreta llamada “La Culebra”. Este grupo de personas se dedicaba a cometer actos vandálicos en la región de Guaduas y zonas aledañas, sin embargo el historiador Ricardo Isaza admite que existían dos sociedades con este mismo nombre. La otra – de la cual Isaza afirma que pertenecía el general Gaitán- practicaba la masonería y la lectura de obras prohibidas por la iglesia. No se puede afirmar con certeza a cuál de las dos hacia parte, pero sí se intuye que no era de la sociedad masónica porque en la guerra civil de 1877 combatió –en la batalla de La Garrapata- junto a personas señaladas de cometer robos y saqueos. La misma situación se repitió en su campaña de 1884-1885.